# Lachnella subiculosa
Lachnella subiculosa är en svampart som beskrevs av Agerer 1983. Lachnella subiculosa ingår i släktet Lachnella och familjen Niaceae.   Inga underarter finns listade i Catalogue of Life.